# Римска курия
Римската курия е орган на Католическата църква, чрез който папата управлява Църквата и Ватикана.
Курията се дели на дикастерии и други служби, които имат строго определени правомощия и задължения. Най-важните дялове на Римската курия са Държавният секретариат и конгрегациите. Следващи по важност са съветите и папските комисии. Освен постоянните служби, папата може да свика консисторий на Кардиналската колегия с цел решаване на трудни проблеми. Римската курия е личен персонал на папата и като такъв е пряко зависим от него. По време на Sede vacante, всички служители на Римската курия губят постовете си, освен кардинала камерлинг, великия пенитенциарий, генералния викарий на римската архиепархия и декана на Кардиналската колегия.

## Организация

### Държавен секретариат
Държавният секретариат е най-старата дикастерия в Римската курия. Той изпълнява най-важни дейности във Ватикана, в помощ на папата.

#### Отдел за връзка с държавите
Отделът за връзка с държавите е фактическото външно министерство на Ватикана. То изпълнява външните връзки на Светия престол с другите държави, и помага на папата.